# Лепси (село)
Ле́пси (каз. Лепсі) — село у складі Саркандського району Жетисуської області Казахстану. Адміністративний центр Лепсинського сільського округу.
В минулому село було центром Лепсинського району. До 2013 року мало статус селища.
Населення — 2111 осіб (2021; 2567 у 2009, 3842 у 1999, 5752 у 1989).